# Jeux de la Francophonie de 2027
Navigation
Kinshasa 2023 2031
Les Jeux de la Francophonie 2027, également connus sous le nom de XesJeux de la Francophonie ( en français pour 10e Jeux de la Francophonie ), informellement Erevan 2027 ( Erevan 2027 ), sont une édition prévue des Jeux de la Francophonie qui se tiendra à Erevan, en Arménie en 2027,.

## Sélection de l'hôte

### Villes candidates
- Erevan, Armenia -  En novembre 2023, l'Arménie a officiellement présenté sa candidature pour les Jeux de la Francophonie de 2027 lors de la 44e réunion de la Conférence ministérielle de l'Organisation internationale de la Francophonie (OIF) à Yaoundé, au Cameroun. Une délégation de l'OIF s'est rendue à Erevan plus tard dans le mois pour discuter des questions liées à la candidature de l'Arménie et a conclu que l'infrastructure sportive de l'Arménie était bien développée pour accueillir des Jeux réussis. Erevan s'est vu officiellement attribuer les Jeux lors de la 126e session du Conseil permanent de l'OIF, le 8 février 2024[3],[4],[1],[5].

### Résultats des votes
Initialement intéressé par les Jeux de la Francophonie, le Bénin n’a pas maintenu son projet laissant la candidature de l’Arménie seule.
| Ville  | Nation  | Votes   |
| ------ | ------- | ------- |
| Erevan | Arménie | Unanime |

## Lieux

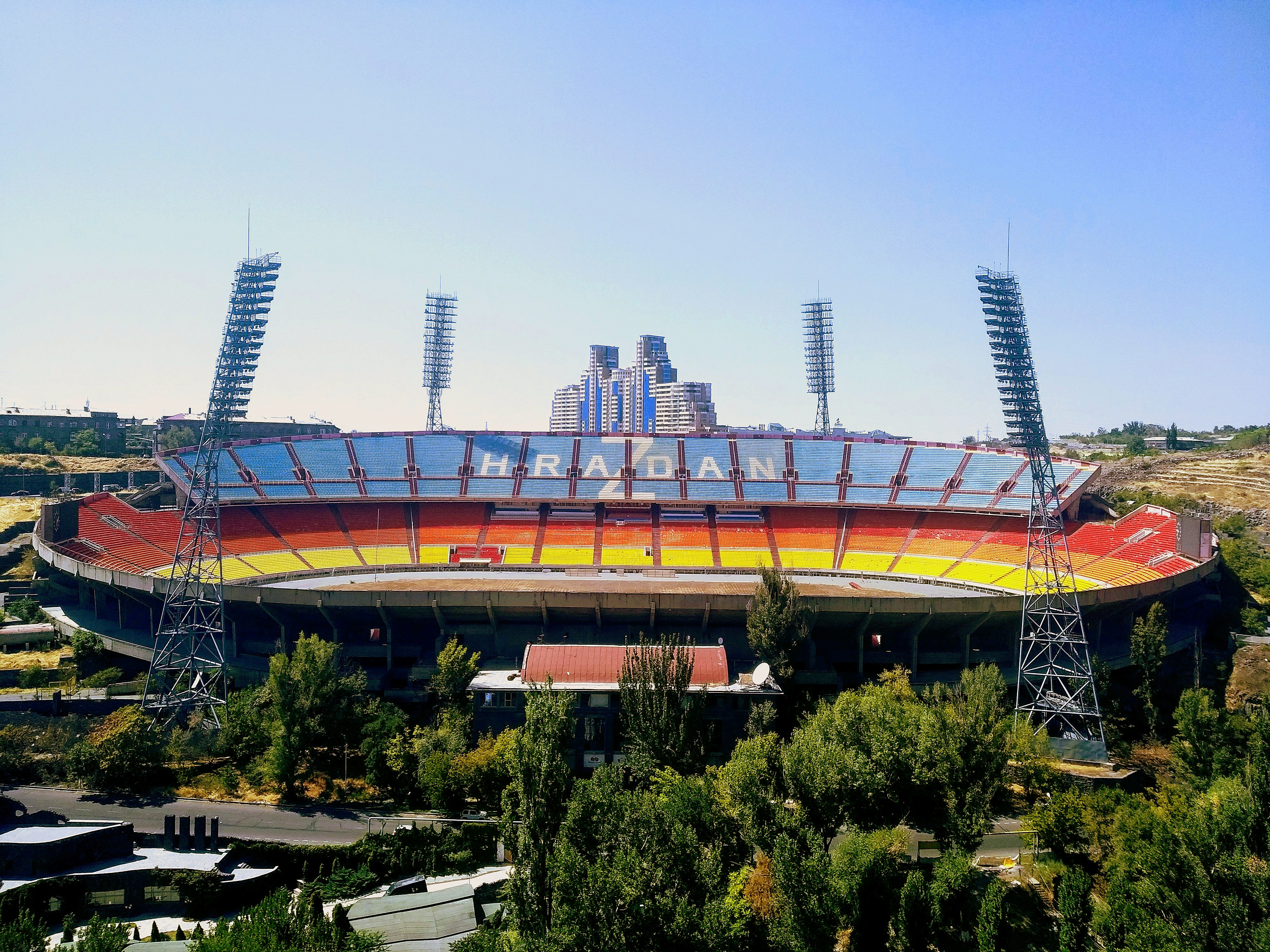
Stade Hrazdan

Les lieux susceptibles d'accueillir des épreuves sont :
- Stade Hrazdan
- Karen Demirchyan Complex (en)
- Stade V. Tumasyan à Abovyan
- Complexe éducatif et sportif Gazprom Armenia
- Dans une communication Facebook, le Comité international des Jeux de la Francophonie annonce que la place de la Cascade pourrait accueillir les épreuves de Basket 3x3[8].

Les travaux du village des athlètes devraient débuter en 2024.

## Participants
Seuls les États ou gouvernements membres de l’Organisation internationale de la Francophonie sont autorisés à envoyer des équipes.
| Membres participants |
| -------------------- |
| Arménie (Hôte)       |

## Discipline
Les disciplines présentes lors de la compétition seront divisés en 2 catégories.

### Compétitions sportives
Les disciplines titulaires : Judo, Athlétisme, Athlétisme handisport, Football, Tennis de Table, Basket 3x3 et Breaking. S’ajoute également les 3 disciplines sportives choisies par L'Arménie : l‘Haltérophilie, Basket-ball en fauteuil ainsi que les Échecs par équipe.

### Compétitions culturelles
Les disciplines titulaires : Peinture, Photographie, Sculpture, Danse de Création, Littérature (nouvelle), Contes et Conteurs, Chanson, ainsi que celles choisies par l'Arménie, Création Numérique, Théâtre  et Jonglerie avec ballon.